# 317 Roxane

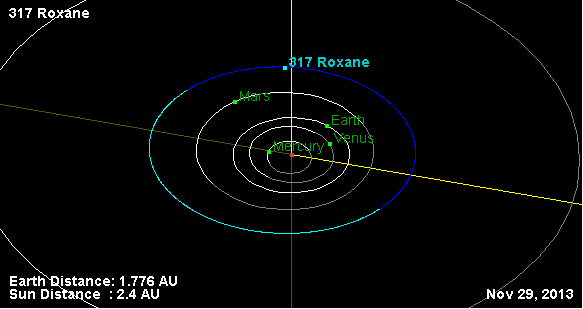
317 Roxane

317 Roxane är en asteroid i huvudbältet, som upptäcktes den 11 september 1891 av den franske astronomen Auguste Charlois. Asteroiden fick senare namn efter Roxana (eller Roushanak), drottning av Makedonien och hustru till Alexander den store.
Roxanes senaste periheliepassage skedde den 13 februari 2023. Dess rotationstid har beräknats till 8,17 timmar.